# Montval-sur-Loir
Montval-sur-Loir è un comune francese del dipartimento della Sarthe nella regione dei Paesi della Loira.
È stato creato il 1º ottobre 2016 dalla fusione dei preesistenti comuni di Château-du-Loir, Montabon e Vouvray-sur-Loir.
Il capoluogo è la località di Château-du-Loir.